# جاك مارش
جاك مارش (بالإنجليزية: Jack Marsh)‏ (و. 1874 – 1916 م) هو لاعب كريكت، ومنافس ألعاب قوى أسترالي، ولد في Baryulgil, New South Wales ‏، توفي في أورانج، عن عمر يناهز 42 عاماً.